# Amenmesse
Amenmesse (cũng gọi là Amenmesses hay Amenmose) là vị vua thứ năm của Vương triều thứ 19 Ai Cập cổ đại, ông có thể là con của Merneptah và hoàng hậu Takhat. Một số người khác cho ông là một trong số hơn 100 người con của Ramesses II. Chúng ta biết rất ít về vua này, ông cai trị khoảng 3 hay 4 năm. Nhiều nhà Ai Cập học cho thời gian ông cai trị là 1203 đến 1200 TCN hay 1202-1199 TCN  với cũng có người cho là khoảng 1200 TCN.. Amenmesse có nghĩa là "sinh ra trong hoặc hình dáng do Amun" trong tiếng Ai Cập. Ngoài ra, tên nomen của ông có thể được thành lập với tính ngữ Heqa-waset với nghĩa "vua của Thebes". Tên hoàng gia của ông là Menmire Setepenre.

## Cướp ngôi
Có khả năng rằng ông không phải là người thừa kế Merneptah. Một số học giả như Kenneth và Jürgen von Beckerath theo quan điểm truyền thống coi Amenmesse là kẻ chiếm đoạt ngai vàng từ Seti-Merneptah, con trai Merneptah và là Thái tử, người tiếp theo sẽ kế vị trong hoàng gia. Hiện chưa rõ tại sao điều này đã xảy ra khi nào. Có văn bản rằng Amenmesse có thể đã lợi dụng một sự suy yếu tạm thời của Seti-Merneptah hoặc nắm quyền trong khi thái tử ở châu Á. Seti-Merneptah rất có thể là vua Seti II, theo truyền thống trị vì tiếp theo sau vương triều Amenmesse. Các Cartouch của ngôi mộ Seti II ở Thượng Ai Cập đã bị cố tình xoá hoàn toàn và sau đó sơn lại, cho thấy rằng sự cai trị của Seti ở Thượng Ai Cập đã tạm thời bị gián đoạn bởi các bộ hạ của người anh em cùng cha với mình. Nhầm lẫn nói chung là những đám mây che phủ vương triều Amenmesse và sự xác định trong vương triều 19 của Ai Cập. Tuy nhiên, một số lượng ngày càng tăng các nhà Ai Cập học ngày nay như Rolf Krauss và Aidan Dodson cho rằng Seti II,trong thực tế,là người kế thừa trực tiếp của Merneptah. Theo kịch bản này, Amenmesse đã không kế vị Merneptah trên ngai vàng của Ai Cập mà đúng hơn là một vị vua đối lập, người mà đã nổi loạn chiếm đoạt quyền lực trong những năm thứ 2 tới năm thứ tư của vương triều Seti II ở Thượng Ai Cập và Nubia, nơi quyền lực của ông được chứng thực. Amenmesse đã được ghi nhận nắm quyền lực tại Thebes trong năm thứ ba và thứ tư của ông. có lẽ trước đó ở Nubia nơi mà vào năm thứ 3 và thứ tư của Seti II được cho là mất. Việc bàn luận Amenmesse như là một vị vua đối thủ cũng là lý giải tốt nhất cho việc phá hủy ngôi mộ của Seti II mà là ban đầu bị cướp phá và sau đó khôi phục lại một lần nữa bởi các quan chức của Seti II. Điều này ngụ ý rằng các vương triều tương ứng của Amenmesse và Seti II song song với nhau; Seti II phải kiểm soát Thebes trong năm đầu tiên và vào năm thứ hai,trong thời gian ngôi mộ của ông được xây dựng và trang trí một phần. Sau đó, Seti đã bị lật đổ khỏi quyền lực ở Thượng Ai Cập bởi Amenmesse người mà các bộ hạ đã báng bổ ngôi mộ Seti II. Seti cuối cùng sẽ đánh bại Amenmesse -đối thủ của mình và trở về Thebes trong chiến thắng, tại đó ông ta đã ra lệnh phục hồi của ngôi mộ bị hư hỏng của mình.
Rolf Krauss, tiếp theo là Aidan Dodson, cho thấy rằng Amenmesse đã từng là một phó vương Kushite gọi là Messuwy. Đặc biệt, hai biểu trưng của Messuwy trên đền thờ Amida cho thấy một uraeus hoàng gia đã được thêm vào lông mày của ông một cách nhất quán với các vị vua khác như Horemheb, Merenptah và một số các con trai của Rameses III. Ngoài ra một dòng chữ tại đền thờ của Amada cũng gọi ông là"con trai của đức vua" nhưng điều này có thể được chỉ là một con số của bài phát biểu nhấn mạnh địa vị cao là phó vương của Messuwy dưới thời Merneptah. Tuy nhiên, Frank Yurco nhận thấy mô tả khác nhau của Messuwy trong một số ngôi đền Nubia không bao giờ bị cố tình tẩy xóa bởi các bộ hạ của Seti II của so với damnatio memoriae ngoài tất cả các mô tả về một phó vương của Kush, Kha-em-ter, người đã phục vụ là tể tướng của Amenmesse. Điều này ngụ ý mạnh mẽ rằng Seti II không có mối ác cảm chống lại Messuwy mà không chắc có thể xảy ra nếu Messuwy đã thực sự Amenmesse. Yurco cũng quan sát thấy rằng các chỉ một đồ vật từ mộ Messuwy mà xác định một pharaon chỉ mang tên là Merneptah, cha Seti II,dẫn đến kết luận Messuwy chết và được chôn trong ngôi mộ của ông tại Aniba, Nubia trong thời gian trị vì của Merneptah, và không thể là Amenmesse.
Cũng đã có được một gợi ý rằng câu chuyện "Truyện kể hai anh em", lần đầu tiên xác nhận trong thời gian trị vì của Seti II, có thể chứa một tham chiếu úp mở về cuộc xung đột giữa Amenmesse và Seti II.
Các ghi chép của một phiên tòa vào đầu vương triều của Seti II cũng đưa ra ánh sáng một số điều về vấn đề này. Papyrus Salt 124 ghi lại rằng Neferhotep, một trong các hai thợ cả của nghĩa địa el-Medina Deir, đã bị giết chết trong vương triều của Amenmesse (tên của nhà vua được viết là 'MSY' trong tài liệu). Neferhotep được thay thế bởi Paneb con trai nuôi của ông, người mà có nhiều tội ác đã bị cáo buộc bởi Amennakhte, anh trai Neferhotep trong một bản cáo trạng với những lời mạnh mẽ, và được lưu giữ trên giấy cói ở Bảo tàng Anh quốc. Nếu cáo buộc Amennakhte của có thể được tin cậy, Paneb đã đánh cắp đá cho việc trang hoàng ngôi mộ của riêng mình từ ngôi mộ Seti II trong quá trình hoàn thành nó, bên cạnh ăn trộm hoặc làm hư hỏng tài sản khác thuộc về nhà vua đó. Ngoài ra ông đã bị cáo buộc cố gắng để giết Neferhotep mặc dù đã được giáo dục bởi ông, và sau khi người thợ cả đã bị giết bởi kẻ thù mà đã hối lộ viên tể tướng Pra'emhab để chiếm đoạt vị trí của ông. Bất kể sự thật của những lời cáo buộc, rõ ràng rằng là Thebes đã trải qua thời gian rất khó khăn. Có những ám chỉ ở những nơi khác đến một cuộc chiến tranh đã xảy ra trong những năm này, nhưng nó bị che khuất bởi những từ ám chỉ này, có lẽ không nhiều hơn so với các rối loạn nội bộ và sự bất mãn. Neferhotep đã phàn nàn về các cuộc tấn công nhằm vào bản thân ông trước tể tướng Amenmose, có lẽ là một người tiền nhiệm của Pra'emhab, và rồi Amenmose đã trừng phạt Paneb. Paneb, tuy nhiên, sau đó thành công khi khiếu nại trước Mose '/' MSY 'sau đó, quyết định cắt chức Amenmose. Rõ ràng này Mose '/' MSY là một người có tầm quan trọng cao nhất ở đây, người có thể nên được xác định với nhà vua Amenmesse.

## Gia đình
Mẹ của ông được biết đến là nữ hoàng Takhat, người đã được hoặc là một người vợ nhỏ của Merneptah hoặc một người vợ hoàng gia sau của Ramesses II hoặc cả hai. Một số đã giả định rằng Twosret, vợ của Seti II, là em gái của ông, làm cho anh ta là một người anh cùng cha của Seti II. Vợ Amenmesse đã từng được cho là một phụ nữ tên Baktwerel nhưng phân tích gần đây từ ngôi mộ hoàng gia của ông chứng minh rằng bà không phải cùng thời với vị pharaon này. Như Aidan Dodson & Dyan Hilton cho rằng:
"Trái ngược với những gì đã thường được khẳng định, Nữ hoàng Baketwerel được mô tả trong ngôi mộ của Amenmesse, KV10, không thể là một người vợ của ông. Các phù điêu Nữ hoàng được nhắc đến là không quan trọng,. Được chạm khắc trong thạch cao trên các trang trí bị cắt xén của nhà vua, phản ánh sự chiếm đoạt ngôi mộ sau đó, có lẽ trong vương triều thứ 20 ".
Dodson cho rằng Baktwerel có lẽ là vợ của Ramesses IX, và rằng người phụ nữ này sau đó chiếm đoạt ngôi mộ của Amenmesse và thêm vào những cảnh và chữ khắc ở đó (Dodson 1987).
Sáu bức tượng thạch anh ban đầu được đặt dọc theo các trục hành lang hypostyle trong đền thờ Amun ở Karnak được cho là của ông, mặc dù bị tẩy xóa và ghi đè bằng tên của Seti II. Một trong những bức tượng, với dòng chữ "Người vợ cả hoàng gia Takhat", dẫn đến tranh luận rằng Takhat là vợ của Amenmesse. Amenmesse cũng được cho là đã khôi phục một miếu thờ có niên đại từ thời Thutmose III đứng trước một ngôi đền tại Tod.
Có sự nhầm lẫn về các sự kiện xung quanh cái chết của ông. Xác ướp của ông không ở giữa những người được tìm thấy trong nơi cất giấu tại Deir el Bahri, và từ sự tàn phá của ngôi mộ của ông trong Thung lũng các vị vua, nó được giả định rằng Seti II đã trả thù đối với người em trai cùng cha của mình.

## Kế cục
Amenmesse được chôn cất trong một ngôi mộ đá cắt trong Thung lũng các vị vua mà bây giờ xác định là lăng mộ KV10. Tuy nhiên, gần như tất cả các văn bản và những cảnh tượng của nó được, hoặc bị tẩy xóa, hoặc chiếm đoạt của các bộ hạ của Seti II. Không có đề cập đến Amenmesse đã được tha thứ. Một số quan lại liên quan với Amenmesse cũng bị tấn công hoặc thay thế, đứng đầu trong số đó là Trưởng tế tối cao của Amun ở Thebes, Roma-Roy, và Kha-em-ter, một cựu phó vương của Kush.
Ngôi mộ Amenmmesse cũng đã được mở ra vào thời cổ đại. Trong khi phần còn lại của ba xác ướp được tìm thấy trong ngôi mộ này, hai phụ nữ và một người đàn ông, nó là không chắc chắn nếu có trong số này vẫn còn thuộc về Amenmesse, Takhat hoặc Baketwerel mà không cần thử nghiệm thêm nữa, cho dù họ sau đó đã xâm phạm. Tuy nhiên, nhiều khả năng rằng Seti II vẫn còn báng bổ Amenmesse kể từ đó xác ướp của ông không bao giờ tìm thấy " trong hai hố chôn giấu lớn các xác ướp hoàng gia được tìm thấy năm 1881 và 1901". Những chữ khắc còn sót lại đề cập đến tên của Takhat của cùng với các chữ khắc trên tường đề nghị rằng bà được chôn trong ngôi mộ của Amenmesse. Đồ tạo tác từ những ngôi mộ của Seti I và Rameses VI cũng được tìm thấy trong lăng mộ KV10 thêm vào sự không chắc chắn. Sau khi ông chết, Seti II cũng đã tiến hành một chiến dịch damnatio memoriae chống lại sự tưởng nhớ về tể tướng của Amenmesse, Kha-em-ter. Nhà Ai Cập học Frank Yurco lưu ý rằng các bộ hạ của Seti II đã xóa tất cả các mô tả và chữ viết của Kha-em-ter - ngay cả những gì mà Kha-em-ter đã ghi khi ông phục vụ như là một phó vương ở Nubia.
Có thể Siptah, vị pharaon kế tục Seti II, là con trai của Amenmesse và không phải của Seti II. Một bức tượng của Siptah ở München cho thấy vị pharaon ngồi trong lòng của người khác, rõ ràng của cha ông. Bức tượng của người cha, tuy nhiên, đã bị phá hủy hoàn toàn.
Rolf Krauss nhận thấy rằng có một số tương đồng giữa câu chuyện của Amenmesse và câu chuyện trong kinh thánh của Moses ở Ai Cập.